# Phygadeuon dromicus
Phygadeuon dromicus är en stekelart som först beskrevs av Johann Ludwig Christian Gravenhorst 1815.  Phygadeuon dromicus ingår i släktet Phygadeuon och familjen brokparasitsteklar. Arten är reproducerande i Sverige. Inga underarter finns listade i Catalogue of Life.